# Joachim Bernhard

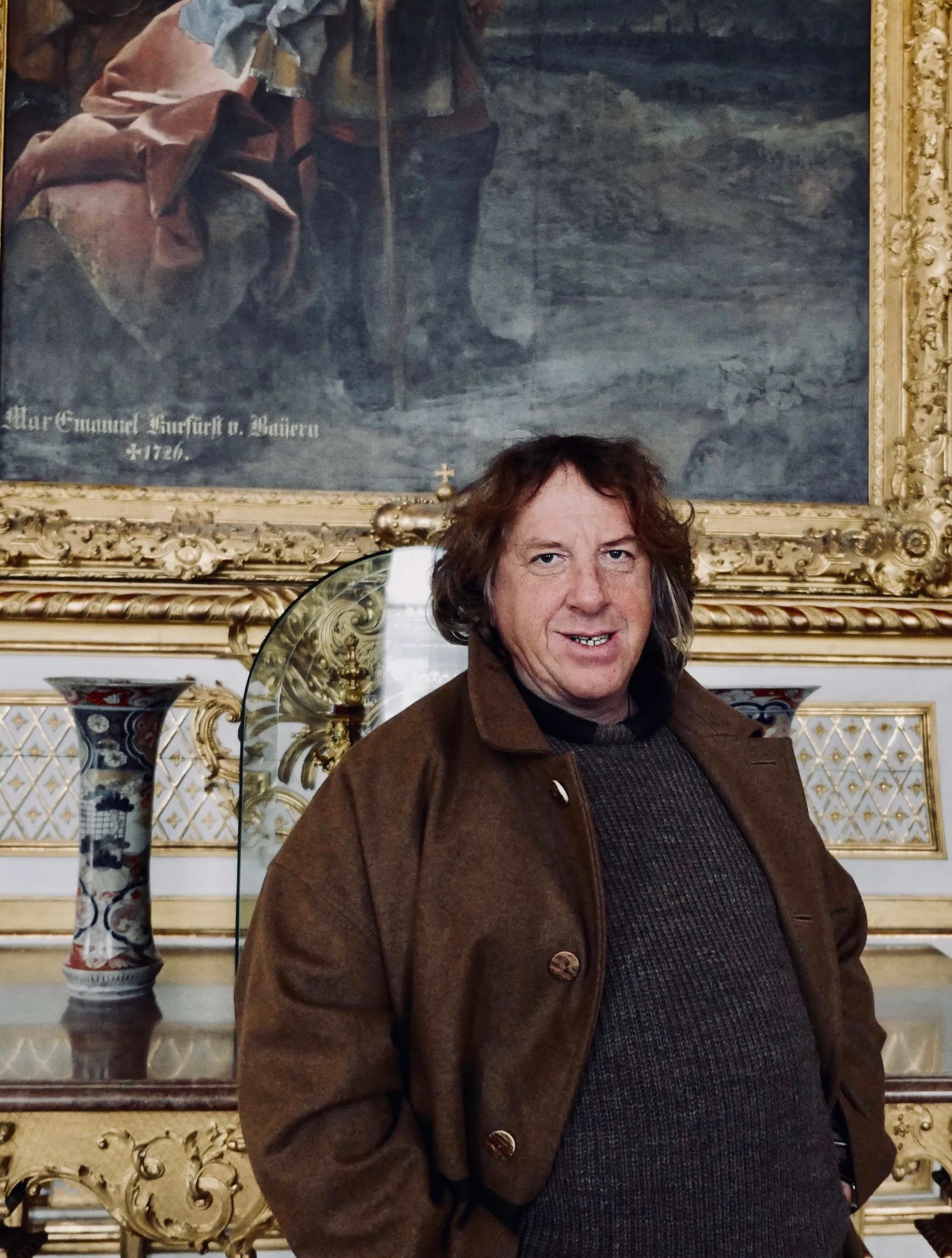
Joachim Bernhard (2018)

Joachim Bernhard (* 1961 in Boll als Joachim Bernhard Semmelrogge) ist ein deutscher Schauspieler.

## Leben
Joachim Bernhard ist ein Sohn des Schauspielers Willy Semmelrogge; Martin Semmelrogge ist sein Bruder.
Von 1979 bis 1983 besuchte er die Schauspielschule Kaminsky. Ab 1978 trat er unter dem Namen Joachim Bernhard in zahlreichen Filmen und Fernsehproduktionen auf. In dem Film Das Boot übernahm er die Rolle des Bibelforschers. In der Fernsehserie Büro, Büro spielte er die Rolle des Azubi Schmidt („… aber astrein“).

## Filmografie (Auswahl)
- 1978: Heroin 4 (als Joachim Semmelrogge)
- 1979: Austern mit Senf (als Joachim Semmelrogge)
- 1981: Das Boot
- 1981: Frankfurt Kaiserstraße
- 1982: Büro, Büro
- 1982: Beim Bund (Fernsehserie, Folge 2 Führungsprobleme)
- 1983: Heimat – Eine deutsche Chronik
- 1983: Die Schaukel
- 1984: Tatort – Kielwasser
- 1985: Unsere schönsten Jahre
- 1985: Der Fahnder (Fernsehserie, Folge: S.O.S. am Sonntag)
- 1985: Schöne Ferien – Urlaubsgeschichten aus Kenia
- 1986: Polizeiinspektion 1 (Fernsehserie, Folge: Verständigungsprobleme)
- 1986: Irgendwie und Sowieso (Fernsehserie, Folge Manhattan)
- 1986: Hans im Glück (Fernsehserie)
- 1986: Der Alte – (Folge 109: Falsch verbunden)
- 1988: Der Alte – (Folge 127: Eiskalt geplant)
- 1988: Der schwarze Obelisk
- 1990: Das schreckliche Mädchen
- 1991: Forsthaus Falkenau (Fernsehserie, Folge: Vergiftete Rehe)
- 1991: Tatort – Die chinesische Methode
- 1993: Der Fahnder (Fernsehserie, Folge: Blumen für Halle)
- 1993: Marienhof (Fernsehserie, Folge: Ein ganz gewöhnlicher Donnerstag)
- 2016: Das Spiegelbild des Seins
- 2017: Wenn Frauen ausziehen
- 2020: SOKO München (Fernsehserie, Folge:  Tödliche Vergangenheit)

## Preise und Auszeichnungen
- 1983: Bayerischer Filmpreis
- 1995: 1st Place Precision Aerobatic Flight- PAC Ed Jones Memorial Award, Sebring